# Marten Liiv
Marten Liiv (ur. 23 grudnia 1996 w Jõgeva‎) – estoński łyżwiarz szybki, olimpijczyk z Pjongczangu 2018 i z Pekinu 2022.

## Wyniki

### Igrzyska olimpijskie
| Rok  | Gospodarz  | 500 m | 1000 m | 1500 m |
| ---- | ---------- | ----- | ------ | ------ |
| 2018 | Pjongczang | —     | 18     | 33     |
| 2022 | Pekin      | 24    | 7      | —      |

### Mistrzostwa świata na dystansach
| Rok  | Gospodarz  | 500 m | 1000 m |
| ---- | ---------- | ----- | ------ |
| 2019 | Inzell     | —     | 24     |
| 2021 | Heerenveen | 15    | 5      |

### Mistrzostwa świata w wieloboju sprinterskim
| Rok  | Gospodarz  | wielobój |
| ---- | ---------- | -------- |
| 2019 | Heerenveen | 20       |

### Mistrzostwa Europy w wieloboju
| Rok  | Gospodarz  | wielobój |
| ---- | ---------- | -------- |
| 2017 | Heerenveen | 16       |
| 2019 | Collalbo   | 14       |
| 2021 | Heerenveen | 9        |

### Mistrzostwa Europy na dystansach
| Rok  | Gospodarz  | 500 m | 1000 m |
| ---- | ---------- | ----- | ------ |
| 2018 | Kołomna    | 18    | 16     |
| 2020 | Heerenveen | —     | 14     |